# Grindhouse (film)
A Grindhouse 2007-ben bemutatott amerikai film, melynek forgatókönyvírója, illetve rendezője Robert Rodríguez és Quentin Tarantino. 
A duplakiadásként megjelent mű két filmből áll: Rodríguez Terrorbolygó című alkotása egy horrorvígjáték, melyben egy csapat túlélő zombiszerű lényekkel száll szembe. A főbb szerepekben Rose McGowan, Freddy Rodríguez, Michael Biehn, Jeff Fahey, Josh Brolin és Marley Shelton látható. A Tarantino által rendezett Halálbiztos című thillerben egy sorozatgyilkos kaszkadőr gyilkol nőket módosított járművekkel. Ennek főszereplői Kurt Russell, Rosario Dawson, Vanessa Ferlito, Jordan Ladd, Sydney Tamiia Poitier, Tracie Thoms, Mary Elizabeth Winstead és Zoë Bell. A Grindhouse az 1970-es évek exploitation filmjeinek állít emléket, címét is az ezeket bemutató, speciális filmszínházak után kapta.  A két film között fiktív filmelőzetesek is helyet kaptak, Rodriguez, Rob Zombie, Edgar Wright, Eli Roth és Jason Eisener rendezésében.
A duplafilm 2007. április 6-án került az amerikai mozikba. A kritikusok dicsérték, főként azért, mert emléket állít az exploitation műfajnak. Ennek ellenére bevételi szempontból megbukott: 67 millió dolláros költségvetés mellett csupán 25 millió dollárt termelt. A gyenge pénzügyi eredmények miatt az észak-amerikai kontinensen kívül minden országban két külön filmként került a mozikba.
A fiktív filmelőzetesekből később olyan, egész estés művek születtek, mint a Machete (2010), a Koldus puskával (2011) és a Hullaadás (2023).

## Filmek

### Terrorbolygó
Egy texasi városkában húsevő zombik tűnnek fel. A go-go táncosnő Cherry és egykori szeretője, El Wray a többi túlélővel együtt próbálja felvenni ellenük a harcot és elmenekülni a pokollá vált helységből.
Szereplők
- Rose McGowan – Cherry Darling
- Freddy Rodríguez – "El Wray"
- Josh Brolin – Dr. William Block
- Marley Shelton – Dr. Dakota Block
- Jeff Fahey – J.T. Hague
- Michael Biehn – Hague seriff
- Rebel Rodriguez – Tony Block
- Bruce Willis – Muldoon hadnagy
- Naveen Andrews as Dr. John "Abby" Abbington
- Fergie – Tammy Visan
- Tom Savini – Tolo seriffhelyettes
- Julio Oscar Mechoso – Romy
- Nicky Katt – Joe
- Michael Parks – Earl McGraw
- Quentin Tarantino – Lewis

### Halálbiztos
Kaszkadőr Mike szakmájának profi művelője, aki szabadidejében gyanútlan nőket vesz fel átépített kocsijába, hogy aztán karambolt okozva végezzen velük (miközben ő a jármű tulajdonságai miatt sofőrként könnyebb sérülésekkel megússza a baleseteket). Következő kiszemelt áldozatai közt található a szintén kaszkadőr Zoë Bell, aki felveszi ellene a küzdelmet.
Szereplők
- Kurt Russell – Mike "Kaszkadőr Mike" McKay
- Zoë Bell – önmaga
- Rosario Dawson – Abernathy "Abbie" Ross
- Vanessa Ferlito – Arlene "Butterfly"
- Sydney Tamiia Poitier – Julia "Dzsungel Julia" Lucai
- Tracie Thoms – Kim Mathis
- Rose McGowan – Pam
- Jordan Ladd – Shanna "Banana"
- Mary Elizabeth Winstead – Lee Montgomery
- Quentin Tarantino – Warren a pultos
- Michael Parks – Earl McGraw ranger
- James Parks – Edgar McGraw ranger
- Jonathan Loughran – Jasper

## Fordítás
- Ez a szócikk részben vagy egészben  a   Grindhouse (film) című angol Wikipédia-szócikk ezen változatának fordításán alapul.  Az eredeti cikk szerkesztőit annak laptörténete sorolja fel. Ez a jelzés csupán a megfogalmazás eredetét és a szerzői jogokat jelzi, nem szolgál a cikkben szereplő információk forrásmegjelöléseként.